# Leonardo Olivera
Leonardo Olivera Texeyra (Maldonado, Banda Oriental, 26 de noviembre de 1793 – Montevideo, Uruguay, 12 de abril de 1863) fue un militar uruguayo que participó en las luchas de independencia de su país. Se considera que su casa natal se encontraba en el Rincón de los Olivera, paraje ubicado entre la Laguna de Castillos, el Océano Atlántico y la actual ruta 16 (a partir del Paso de los Adobes) que une la playa del Agua Dulce con la ciudad de Castillos. Sobre la ruta 16, se encuentra un cartel recordatorio frente a donde, según los naturales de la zona, se ubicaba su antigua casa natal.

## Biografía
Leonardo de Olivera nació el 26 de noviembre de 1793, hijo del estanciero Manuel Olivera y de Ana Texeyra. Tuvo una educación básica, su niñez y juventud transcurrieron entre las estancias que poseía su padre, una en el Rincón de los Olivera, próxima a Castillos y la otra en el Cerro de Pan de Azúcar (actual Piriápolis).
Con 17 años, apoyó el estallido de la Revolución Oriental y combatió contra los realistas y contra la Invasión Luso-Brasileña. A órdenes del Capitán Pablo Pérez, participó de la toma de la Fortaleza Santa Teresa a fines de 1811. Al producirse la invasión portuguesa, las fuerzas que se hallaban en Santa Teresa comandadas por el Coronel Ángel Francisco Núñez, de las que Olivera formaba parte, son rendidas por el enemigo. Cuando en 1812, como resultado del tratado Rademarker-Herrera, los lusitanos se retiraron de la Banda Oriental, Olivera permaneció prestando sus servicios en la zona. El comandante de las fuerzas patriotas Lucio Mancilla lo nombró comandante de la frontera. 
En 1814, figuraba como Alférez de Milicia Activa y se incorporó a las fuerzas de Fructuoso Rivera, poco tiempo antes de la derrota que éstas reciben de los lusitanos en India Muerta el 19 de noviembre de 1816. Posteriormente volvió a actuar bajo órdenes de Manuel Francisco Artigas, en el Regimiento de Caballería Cívico. En 1817 alcanzó el grado de Teniente Primero y en ese mismo año el de Capitán, pasando a comandar Rocha y la Frontera. Defendiendo esa ciudad, Olivera fue tomado prisionero en 1819 y enviado a la Isla de las Cobras, donde compartió la prisión con Andrés Guazurary y Fernando Otorgués.
En 1822, una vez vuelto al país, junto a Juan Antonio Lavalleja ingresó al Regimiento de Dragones de la Unión. Ese mismo año se produjo un conato revolucionario que tuvo por protagonistas a Lavalleja y Olivera, pero la rápida acción que Rivera desarrolló contra Lavalleja hizo fracasar la intentona, quedando Olivera bloqueado en las Sierras de Maldonado.
En 1823, fue comisionado por el Cabildo de Montevideo para reunir fuerzas que, en combinación con las del General Lavalleja, iniciaran un ataque. Consiguió apoderarse de los destacamentos de Rocha y la frontera pero luego fue apresado. Fructuoso Rivera realizó gestiones ante el General Carlos Federico Lécor y obtuvo el indulto para Olivera, quien fue incorporado a sus órdenes con el grado de Capitán y como ayudante.
Al iniciarse la campaña de los Treinta y Tres Orientales, en 1825, se incorporó a los mismos y combatió en la Batalla de Sarandí. Encargado de sitiar Colonia, fue herido de gravedad. Restablecido el sitio, Olivera dejó el mismo al mando del Coronel Arenas y se incorporó al grueso del Ejército a orillas del arroyo Sarandí. El último día de 1825, al mando de una pequeña división de milicias de Maldonado, comandó la conquista del Fortaleza de Santa Teresa, un importante bastión de las fuerzas imperiales brasileñas, con lo que capturó gran cantidad de armamento y prisioneros.
Incorporado al año siguiente al ejército de las Provincias Unidas del Río de la Plata, participó en la campaña a Río Grande del Sur, siendo el encargado de la ocupación de la villa de Bagé. Participó también en la Batalla de Ituzaingó y en la de Camacuá. Regresó al comando de los departamentos de Maldonado y Rocha. Cuando los brasileños ocuparon Maldonado – asalto en que fue muerto el general Ventura Alegre – recuperó esa villa al frente de sus milicianos el 10 de enero de 1828.
Durante los años siguientes pasó a un segundo plano, hasta que el presidente Manuel Oribe lo nombró comandante militar y jefe político de Maldonado y Rocha, esto es, la mayor parte del este del Uruguay. Cuando Oribe fue derrotado, emigró a la Argentina, incorporándose al ejército de la Provincia de Entre Ríos. Participó en la invasión al Uruguay del general Pascual Echagüe, pero tras la derrota en la Batalla de Cagancha regresó a Entre Ríos.
Participó en las guerras civiles argentinas de los años siguientes, luchando en las batallas de Sauce Grande y Arroyo Grande. Volvió a su país en 1845, con las fuerzas del general Urquiza, participando en otra Batalla de India Muerta, que significó la casi definitiva derrota de Rivera.
En 1853, tras la derrota definitiva de Oribe, el gobierno lo nombró por última vez comandante de Maldonado, cargo que ocupó hasta el final del gobierno de Venancio Flores. Falleció en Montevideo en 12 de abril de 1863. Al anunciarse su deceso fue ascendido al grado de general post mortem.

### Reconocimientos
El 19 de abril de 1953 se inauguró en las proximidades de la Fortaleza de Santa Teresa, un monumento campestre del héroe del Este. El 29 de diciembre de 1975, el Poder Ejecutivo por el Decreto Ley Nº14.494 lo promueve a General en reconocimiento a los valiosos servicios prestados a la Patria. La ruta nacional Número 9 lleva su nombre también.

## Cronología
- 1812. Como soldado, marcha con el Capitán Pablo Pérez y el Alférez José de León.
- 1815, 1 de junio. Alférez, lucha contra contrabandistas en la guarnición de Maldonado y San Carlos.
- 1816. Alférez, participa Invasión Portuguesa División Rivera.
- 1816, 19 de noviembre. Alférez, participa del combate de Higuerón de India Muerta donde el Jefe de Vanguardia Lusitana Gral. Pintos De Araujo Correa derrotó a Rivera
- 1817. Capitán, sirvió a órdenes directas de Lavalleja para estrechar a la División del Gral. Silveira encargada de actuar sobre la “Villa de Minas”. Incursión a Maldonado pasa a integrar las Milicias en San Carlos junto a Manuel Francisco Artigas a órdenes de Francisco Antonio Bustamante.
- 1818, 3 de octubre. Capitán, Retirada del Rabón.
- 1820. Finalizada la resistencia artiguista, mientras que muchos jefes y oficiales se ponen bajo las órdenes de la dominación, se retira del Ejército. Se encuentra a órdenes de Rivera en el Regimiento de Dragones de la Unión.
- 1825, junio. Sitio de la Colonia. Se pasa junto a Fructuoso Rivera a las fuerzas de Lavalleja en el “Monzón”.
- 1825, 1 de junio al 14 de mayo de 1830, Coronel de Milicias en Maldonado. El 12 de octubre de 1825, comanda la reserva en la Batalla de Sarandí en la heroica carga de caballería a la orden de carabina a la espalda y sable en mano dada por el General Lavalleja.
- 1830, 17 de septiembre.Coronel de GG.NN. solicita se le conceda el retiro completo y separación del mando de la Milicia de Maldonado.
- 04-jul-1838 a Set.1838, Agregado al E.M.G.
- Set.1841 a Jul. 1850, Ejército de Oribe Plana Mayor hasta julio, fecha de la última lista que se posee.
- 14-Jul-1853, agregado al E.M.G.
- 23-Jul.1853, coronel de Caballería con antigüedad de 20 de febrero de 1827, siendo antes de milicias.
- 27-Set-1853, decreto nombrando comandante general de Armas de Maldonado y dándole facultades.
- Nov. 1853, E.M.G.
- Jul. 1862, Plana Mayor Pasiva